# Mistrovství světa v biatlonu 2024 – vytrvalostní závod mužů
Vytrvalostní závod mužů na Mistrovství světa v biatlonu 2024 se konal ve středu 14. února v Novém Městě na Moravě na biatlonovém stadionu Vysočina Arena. Start proběhl v 17:05 hodin středoevropského času.
Úřadujícím olympijským vítězem z této disciplíny byl Francouz Quentin Fillon Maillet, který obsadil 6. místo.
Vítězem se stal obhájce titulu Johannes Thingnes Bø. Získal tak svůj devatenáctý titul mistra světa, čímž se přiblížil na rozdíl jednoho zlata lídrovi této statistiky Bjørndalenovi. Na probíhajícím mistrovství vystoupal i ve čtvrtém závodě na stupně vítězů a doplnil tak zlato ze stíhacího závodu a stříbra ze smíšené štafety a ze sprintu. Druhým titulem mistra světa ze stíhacího závodu se stal prvním biatlonistou, který dokázal všechny disciplíny na mistrovství světa ovládnout alespoň dvakrát. Ve světovém poháru, mistrovství světa a olympijských hrách se jednalo v celkovém součtu o jeho 80. vítězný individuální závod.
Stříbro získal další Nor Tarjei Bø. Stupně vítězů doplnil Němec Benedikt Doll. 35letý Nor doplnil sadu medailí ze vytrvalostních závodu na mistrovství světa, když předtím zlato získal v roce 2011 a bronz v roce 2019. Pro Dolla to bylo pro zlatu ze sprintu z Mistrovství světa 2017 druhá individuální medaile na světovém šampionátu, ke kterým získal ještě čtyři jako člen německé štafety.

## Průběh závodu
Trať závodu vedla poprvé přes zásobník sněhu v severní části areálu. Vlastní závod probíhal za bezvětří, přesto se na střelnici více chybovalo (jediným bezchybně střílejícím byl za Jižní Koreu jedoucí Rus Alexandr Starodubets, který skončil na 35. místě). Favorizovaný Nor Johannes Thingnes Bø běžel opět velmi rychle, ale při první střelbě nezasáhl jeden terč. V polovině závodu proto byli před ním bezchybně střílející Johannes Dale-Skjevdal a Němec Benedikt Doll. Dale-Skjevdal vypadl z boje o medaile, když při třetí střelbě udělal jednu chybu a při čtvrté dokonce čtyři. Johannes Bø se tak v této fázi závodu dostal do průběžného vedení. Za ním a Dollem pak byli Tarjei Bø a Sturla Holm Laegreid. Vše se rozhodlo na čtvrté střelecké položce. Zde Doll udělal svou první a jedinou chybu v závodě, a tak se před něj posunul Tarjei Bø. Laegreid zde chyboval dvakrát a navíc už běžel pomaleji. Pořadí Johannes Bø, Tarjei Bø a Benedikt Doll se pak udrželo až do cíle. Na čtvrtém místě skončil rychle běžící Lotyš Andrejs Rastorgujevs.

Z Čechů střílel Michal Krčmář první položku čistě, ale při každé další pak udělal jednu chybu. Přes dobrý běh tak dojel na 26. místě. Lépe se dařilo Tomáši Mikyskovi, který střílel čistě a po třetí střelecké položce se držel na osmém místě. Při poslední, dvacáté ráně však nezasáhl terč a dojel desátý, což byl jeho nejlepší výsledek na mistrovství světa i ve světovém poháru. „Dneska jsem si to rozjel pomaleji, protože jsem věděl, že to je dlouhej závod... Když mi řekli, že jsem v posledním kole předjel Christiansena, tak jsem jen čuměl,“ popisoval pak svou jízdu. Podle očekávání střílel dobře Vítězslav Hornig, který ale dosáhl jen podprůměrného běžeckého času a skončil na 46. místě. Jakub Štvrtecký udělal tři chyby při poslední střelbě (celkem čtyři) a obsadil 63. pozici v cíli.

## Výsledky
| Pořadí | č.  | závodník                   | stát                   | střelba (L+S+L+S) | čas       | ztráta   |
| --- | --- | -------------------------- | ---------------------- | ----------------- | --------- | -------- |
| Zlatá medaile | 9   | Johannes Thingnes Bø (yrg) | Norsko                 | 1 (1+0+0+0)       | 45:49,0   |          |
| Stříbrná medaile | 24  | Tarjei Bø                  | Norsko                 | 1 (0+1+0+0)       | 46:47,9   | +58,9    |
| Bronzová medaile | 12  | Benedikt Doll              | Německo                | 1 (0+0+0+1)       | 47:42,3   | +1:53,3  |
| 4. | 3   | Andrejs Rastorgujevs       | Lotyšsko               | 2 (0+1+0+1)       | 48:39,2   | +2:50,2  |
| 5. | 27  | Émilien Jacquelin          | Francie                | 1 (1+0+0+0)       | 48:52,2   | +3:03,2  |
| 6. | 1   | Quentin Fillon Maillet     | Francie                | 3 (2+1+0+0)       | 49:05,2   | +3:16,2  |
| 7. | 6   | Sebastian Samuelsson       | Švédsko                | 3 (1+1+0+1)       | 49:17,7   | +3:28,7  |
| 8. | 36  | Éric Perrot                | Francie                | 3 (2+1+0+0)       | 49:21,1   | +3:32,1  |
| 9. | 26  | Jakov Fak                  | Slovinsko              | 1 (0+1+0+0)       | 49:24,6   | +3:35,6  |
| 10. | 47  | Tomáš Mikyska              | Česko                  | 1 (0+0+0+1)       | 50:03,9   | +4:14,9  |
| 11. | 8   | Niklas Hartweg             | Švýcarsko              | 1 (0+0+0+1)       | 50:22,3   | +4:33,3  |
| 12. | 4   | Simon Eder                 | Rakousko               | 2 (0+1+1+0)       | 50:35,4   | +4:46,4  |
| 13. | 10  | Roman Rees                 | Německo                | 2 (1+1+0+0)       | 50:40,3   | +4:51,3  |
| 14. | 55  | Kristo Siimer              | Estonsko               | 1 (0+0+0+1)       | 50:40,7   | +4:51,7  |
| 15. | 2   | Vytautas Strolia           | Litva                  | 1 (0+0+1+0)       | 50:43,3   | +4:54,3  |
| 16. | 41  | Vetle Sjåstad Christiansen | Norsko                 | 1 (0+0+1+0)       | 50:46,5   | +4:57,5  |
| 17. | 45  | Miha Dovžan                | Slovinsko              | 1 (0+0+0+1)       | 50:49,4   | +5:00,4  |
| 18. | 54  | Sturla Holm Laegreid       | Norsko                 | 2 (0+0+0+2)       | 50:53,4   | +5:04,4  |
| 19. | 22  | Johannes Kühn              | Německo                | 4 (0+1+1+2)       | 50:57,6   | +5:08,6  |
| 20. | 20  | Campbell Wright            | Spojené státy americké | 3 (1+1+0+1)       | 50:58,1   | +5:09,1  |
| 21. | 32  | Endre Strømsheim           | Norsko                 | 1 (0+1+0+0)       | 50:58,9   | +5:09,9  |
| 22. | 31  | Dmitrii Shamaev            | Rumunsko               | 1 (0+1+0+0)       | 51:06,2   | +5:17,2  |
| 23. | 42  | Sean Doherty               | Spojené státy americké | 2 (0+1+0+1)       | 51:13,5   | +5:24,5  |
| 24. | 5   | Lukas Hofer                | Itálie                 | 4 (1+0+0+3)       | 51:19,9   | +5:30,9  |
| 25. | 21  | Timofej Lapšin             | Jižní Korea            | 2 (0+1+0+1)       | 51:21,4   | +5:32,4  |
| 26. | 13  | Michal Krčmář              | Česko                  | 3 (1+0+1+1)       | 51:36,6   | +5:47,6  |
| 27. | 23  | George Colțea              | Rumunsko               | 2 (0+1+0+1)       | 51:39,2   | +5:50,2  |
| 28. | 14  | Sebastian Stalder          | Švýcarsko              | 2 (0+1+0+1)       | 51:44,7   | +5:55,7  |
| 29. | 18  | Anton Dudčenko             | Ukrajina               | 2 (2+0+0+0)       | 51:49,4   | +6:00,4  |
| 30. | 29  | Johannes Dale-Skjevdal     | Norsko                 | 5 (0+0+1+4)       | 51:53,6   | +6:04,6  |
| 31. | 15  | Adam Runnalls              | Kanada                 | 3 (0+0+1+2)       | 51:59,2   | +6:10,2  |
| 32. | 86  | Lovro Planko               | Slovinsko              | 1 (0+0+0+1)       | 52:00,6   | +6:11,6  |
| 33. | 11  | Jesper Nelin               | Švédsko                | 5 (0+3+1+1)       | 52:09,3   | +6:20,3  |
| 34. | 71  | David Komatz               | Rakousko               | 1 (1+0+0+0)       | 52:12,0   | +6:23,0  |
| 35. | 40  | Alexandr Starodubets       | Jižní Korea            | 0 (0+0+0+0)       | 52:193,   | +6:30,3  |
| 36. | 89  | Tero Seppälä               | Finsko                 | 3 (1+0+1+1)       | 52:26,8   | +6:37,8  |
| 37. | 7   | Florent Claude             | Belgie                 | 4 (0+1+1+2)       | 52:30,7   | +6:41,7  |
| 38. | 28  | Pavel Magazeev             | Moldavsko              | 3 (0+1+1+1)       | 52:38,0   | +6:49,0  |
| 39. | 19  | Martin Ponsiluoma          | Švédsko                | 6 (1+2+2+1)       | 52:44,2   | +6:55,2  |
| 40. | 25  | Rene Zahkna                | Estonsko               | 4 (2+1+0+1)       | 52:45,6   | +6:56,6  |
| 41. | 77  | Fabien Claude              | Francie                | 4 (0+1+1+2)       | 52:51,8   | +7:02,8  |
| 42. | 44  | Konrad Badacz              | Polsko                 | 3 (0+1+1+1)       | 52:51,9   | +7:02,9  |
| 43. | 48  | Philipp Horn               | Německo                | 5 (0+2+1+2)       | 52:57,9   | +7:08,9  |
| 44. | 46  | Christian Gow              | Kanada                 | 1 (0+1+0+0)       | 52:58,2   | +7:09,2  |
| 45. | 16  | Tommaso Giacomel (b)       | Itálie                 | 6 (0+3+2+1)       | 53:06,4   | +7:17,4  |
| 46. | 75  | Vítězslav Hornig           | Česko                  | 1 (0+0+0+1)       | 53:06,5   | +7:17,5  |
| 47. | 50  | Vladislav Kireyev          | Kazachstán             | 3 (0+0+2+1)       | 53:13,9   | +7:24,9  |
| 48. | 30  | Otto Invenius              | Finsko                 | 5 (1+0+1+3)       | 53:19,4   | +7:30,4  |
| 49. | 63  | Didier Bionaz              | Itálie                 | 4 (2+0+0+2)       | 53:28,9   | +7:39,9  |
| 50. | 88  | Jake Brown                 | Spojené státy americké | 4 (2+1+0+1)       | 53:33,6   | +7:44,6  |
| 51. | 66  | Andrzej Nędza-Kubiniec     | Polsko                 | 2 (0+0+1+1)       | 53:51,2   | +8:02,2  |
| 52. | 59  | Jaakko Ranta               | Finsko                 | 2 (1+0+1+0)       | 53:53,0   | +8:04,0  |
| 53. | 81  | Elia Zeni                  | Itálie                 | 2 (1+1+0+0)       | 53:53,8   | +8:04,8  |
| 54. | 52  | Vladimir Iliev             | Bulharsko              | 3 (2+1+0+0)       | 53:55,2   | +8:06,2  |
| 55. | 38  | Joscha Burkhalter          | Švýcarsko              | 4 (1+0+2+1)       | 53:55,8   | +8:06,8  |
| 56. | 60  | Mikito Tačizaki            | Japonsko               | 2 (0+0+0+2)       | 53:59,5   | +8:10,5  |
| 57. | 34  | Felix Leitner              | Rakousko               | 2 (1+0+0+1)       | 53:59,8   | +8:10,8  |
| 58 . | 80  | Blagoy Todev               | Bulharsko              | 2 (0+1+0+1)       | 54:02,8   | +8:13,8  |
| 59. | 83  | Olli Hiidensalo            | Finsko                 | 2 (1+0+0+1)       | 54:06,4   | +8:17,4  |
| 60. | 93  | Anton Vidmar               | Slovinsko              | 3 (1+2+0+0)       | 54:13,4   | +8:24,4  |
| 61. | 96  | Jan Guńka                  | Polsko                 | 3 (1+1+0+1)       | 54:18,3   | +8:29,3  |
| 62. | 43  | Artem Pryma                | Ukrajina               | 4 (0+2+0+2)       | 54:23,2   | +8:34,2  |
| 63. | 98  | Jakub Štvrtecký            | Česko                  | 4 (0+0+1+3)       | 54:26,3   | +8:37,3  |
| 64. | 49  | Peppe Femling              | Švédsko                | 4 (2+0+0+2)       | 54:48,5   | +8:59,5  |
| 65. | 73  | Maksim Fomin               | Litva                  | 2 (2+0+0+0)       | 54:49,3   | +9:00,3  |
| 66. | 62  | Tomáš Sklenárik            | Slovensko              | 4 (0+0+2+2)       | 54:56,8   | +9:07,8  |
| 67. | 65  | George Buta                | Rumunsko               | 4 (1+0+1+2)       | 55:051    | +9:161   |
| 68. | 57  | Renārs Birkentāls          | Lotyšsko               | 3 (0+1+1+1)       | 55:055    | +9:165   |
| 69. | 82  | Mihail Usov                | Moldavsko              | 2 (1+1+0+0)       | 55:140    | +9:250   |
| 70. | 56  | Tomas Kaukėnas             | Litva                  | 4 (0+1+1+2)       | 55:18,8   | +9:29,8  |
| 71. | 39  | Krešimir Crnković          | Chorvatsko             | 5 (2+1+2+0)       | 55:37,8   | +9:48,8  |
| 72. | 84  | Nikita Akimov              | Kazachstán             | 2 (0+1+0+1)       | 55:41,5   | +9:52,5  |
| 73. | 100 | Taras Lesiuk               | Ukrajina               | 4 (1+2+0+1)       | 55:52,6   | +10:03,6 |
| 74. | 92  | Raul Flore                 | Rakousko               | 3 (1+1+0+1)       | 55:56,6   | +10:07,6 |
| 75. | 90  | Vincent Bonacci            | Spojené státy americké | 4 (0+3+0+1)       | 56:21,8   | +10:32,8 |
| 76. | 69  | Denys Nasyko               | Ukrajina               | 4 (2+1+1+0)       | 56:24,0   | +10:35,0 |
| 77. | 97  | Anton Sinapov              | Bulharsko              | 3 (1+1+1+0)       | 56:25,0   | +10:36,0 |
| 78. | 67  | Raido Ränkel               | Estonsko               | 7 (1+2+0+4)       | 56:25,8   | +10:36,8 |
| 79. | 61  | Maksim Makarov             | Moldavsko              | 5 (2+0+1+2)       | 56:30,6   | +10:41,6 |
| 80. | 79  | Jeremy Finello             | Švýcarsko              | 8 (3+3+0+2)       | 56:33,6   | +10:44,6 |
| 81. | 17  | Alexandr Muchin            | Kazachstán             | 7 (4+1+1+1)       | 56:34,0   | +10:45,0 |
| 82. | 53  | Marcus Webb                | Spojené království     | 1 (0+1+0+0)       | 56:39,4   | +10:50,4 |
| 83. | 70  | Logan Pletz                | Kanada                 | 4 (1+1+1+1)       | 56:56,4   | +11:07,4 |
| 84. | 51  | Marek Mackels              | Belgie                 | 5 (0+1+0+4)       | 56:58,5   | +11:09,5 |
| 85. | 33  | Apostolos Angelis          | Řecko                  | 4 (1+1+1+1)       | 57:28,0   | +11:39,0 |
| 86. | 68  | Aleksandrs Patrijuks       | Lotyšsko               | 6 (2+4+0+0)       | 57:55,4   | +12:06,4 |
| 87. | 99  | Matej Badan                | Slovensko              | 3 (1+1+0+1)       | 57:56,7   | +12:07,7 |
| 88. | 78  | Damián Cesnek              | Slovensko              | 5 (1+2+0+2)       | 58:23,8   | +12:34,8 |
| 89. | 73  | Cesar Beauvais             | Belgie                 | 5 (2+1+1+1)       | 59:06,4   | +13:17,4 |
| 90. | 64  | Nikolaos Tsourekas         | Řecko                  | 4 (0+2+0+2)       | 59:38,5   | +13:49,5 |
| 91. | 91  | Magnus Oberhauser          | Rakousko               | 6 (2+2+1+1)       | 59:44,0   | +13:55,0 |
| 92. | 95  | Jokūbas Mackinė            | Litva                  | 5 (0+2+0+3)       | 59:52,4   | +14:03,4 |
| 93. | 37  | Jacob Weel Rosbo           | Dánsko                 | 7 (1+2+1+3)       | 1:00:17,1 | +14:28,1 |
| 94. | 35  | Roberto Piqueras           | Španělsko              | 7 (1+2+2+2)       | 1:00:19,1 | +14:30,1 |
| 95. | 72  | Choi Du-jin                | Jižní Korea            | 5 (2+0+1+2)       | 1:00:24,8 | +14:35,8 |
| 96. | 76  | Kiyomasa Ojima             | Japonsko               | 8 (2+2+2+2)       | 1:00:53,6 | +15:04,6 |
| 97. | 101 | Haldan Borglum             | Kanada                 | 5 (2+1+0+2)       | 1:01:14,7 | +15:25,7 |
| 98. | 94  | Masaharu Yamamoto          | Japonsko               | 9 (2+1+3+3)       | 1:02:30,6 | +16:41,6 |
| 99. | 85  | Enkhsaikhan Enkhbat        | Mongolsko              | 7 (2+2+1+2)       | 1:02:37,5 | +16:48,5 |
| 100. | 58  | Noah Bradford              | Austrálie              | 6 (1+3+0+2)       | 1:03:12,0 | +17:23,0 |
| DNS | 87  | Rasmus Schiellerup         | Dánsko                 | DNS               | DNS       | DNS      |
| Zdroj: (yrg) – vedoucí závodník hodnocení světového poháru, disciplíny a obhájce vítězství, (b) – nejlepší závodník do 25 let |     |                            |                        |                   |           |          |